# Гідра (річка)
Гідра (словац. Gidra) — річка, права притока річки Дудваг, протікає в округах Ґаланта і Пезінок.
Довжина — 38,5 км.
Витік знаходиться в масиві Малі Карпати на висоті приблизно 470 метрів. Серед приток — Ронава.
Впадає у Дудваг при селі Абрагам.